# Ополченска (станция метро)
Ополченская (болг. Опълченска — «Ополченская») — станция Софийского метрополитена, открыта 17 сентября 1999 года. Однопролётная станция мелкого заложения.
Станция расположена под бульваром «Тодор Александров» между ул. «Ополченска» и бульваром «Хр. Ботев». Западный вестибюль имеет выход на перекрёсток улицы «Ополченска» с бульваром «Т. Александров», а восточный вестибюль на пересечение бульвара «Т. Александров» и улицы «Странджа».  На станции установлены подъёмные барьеры.